# Francisco Priano
Francisco Priano (fl. XX secolo) è stato un calciatore argentino, di ruolo centrocampista.